# Ернст Лоттнер
Ернст Лоттнер (нім. Ernst Lottner; 15 серпня 1920, Ліхен — 27 березня 1965) — німецький офіцер-підводник, оберлейтенант-цур-зее крігсмаріне.

## Біографія
16 вересня 1939 року вступив на флот. З 15 листопада 1941 по січень 1942 року — вахтовий офіцер на плавучій базі підводних човнів «Вальдемар Копгамель». З 3 березня 1942 року — 1-й вахтовий офіцер на підводному човні U-92. З 16 липня по 13 серпня 1943 року пройшов курс командира човна. З 8 вересня 1943 по 4 січня 1944 року — командир U-349, з 5 січня 1944 по 5 травня 1945 року — U-746. В травні був взятий в полон британськими військами. 25 липня 1945 року звільнений.

## Звання
- Кандидат в офіцери (16 вересня 1939)
- Морський кадет (1 лютого 1940)
- Фенріх-цур-зее (1 липня 1940)
- Оберфенріх-цур-зее (1 липня 1941)
- Лейтенант-цур-зее (1 березня 1942)
- Оберлейтенант-цур-зее (1 жовтня 1943)

## Нагороди
- Нагрудний знак підводника (29 грудня 1942)
- Залізний хрест
  - 2-го класу (29 грудня 1942)
  - 1-го класу (27 червня 1943)
- Фронтова планка підводника в бронзі (1944)